# Ismael Zambada García
Ismael Zambada García surnomé « El Mayo », « Mayo Zambada », « Doc », « M-Z », « Padrino », « El Ingeniero Quinto », né le 1er janvier 1948 à Culiacán dans l'état de Sinaloa, est un narcotrafiquant mexicain, chef de longue date de la faction Zambada Garcia du cartel de Sinaloa. Il est arrêté par la DEA le 25 juillet 2024, à El Paso, aux États-Unis, pour son rôle présumé dans le trafic de fentanyl ainsi que dans sa fabrication.

## Biographie
Ismael Zambada García naît le 1er janvier 1948 dans la communauté de El Álamo (es), municipalité de Culiacán, état de Sinaloa.
Ancien agriculteur possédant de vastes connaissances agricoles et botaniques, Zambada commence sa carrière criminelle en faisant passer en contrebande quelques kilogrammes de drogue à l'époque, puis augmente la production d'héroïne et de marijuana de son gang tout en consolidant sa position de trafiquant de cocaïne colombienne.
Ils débute vraisemblablement avec Joaquín « El Chapo » Guzmán au sein du Cartel de Guadalajara, avant de retourner dans le Sinaloa et de fonder le Cartel de Sinaloa avec ce dernier. 
Le 8 mai 2008, le fils d'El Chapo, Edgar Guzmán López, est tué à Culiacán, Sinaloa, dans une attaque confuse qui aurait été dirigée par Vicente Zambada Niebla, fils d'Ismael Zambada García. Une attaque de représailles contre la famille d'El Mayo aurait été planifiée par El Chapo, avant d'être annulée.
Zambada Garcia est unique en ce sens qu’il a passé toute sa vie adulte en tant que grand trafiquant de drogue international, mais il n’a jamais passé un seul jour en prison avant son arrestation en juillet 2024 à l'âge de 76 ans, alors qu'il était le dernier fugitif restant de la liste des 37 barons de la drogue les plus recherchés du Mexique (en).
Après l’arrestation, l’extradition et la condamnation d’un autre chef de faction du cartel de Sinaloa, Joaquin Guzman-Loera, alias Chapo Guzman, Zambada Garcia devient à la fin des années 2010 le haut dirigeant incontesté du cartel de Sinaloa. 
Dans une série d’actes d'accusation Zambada Garcia a été inculpé d'actes d'accusation impliquant une violation majeure des lois américaines sur les stupéfiants :
1. Le 28 janvier 2003, dans le district de Columbia
2. Le 20 août 2009 dans le district nord de l'Illinois
3. Le 11 avril 2012 dans le district ouest du Texas
4. Le 25 juillet 2014 dans le district sud de la Californie
5. 11 mai 2016 dans le district Est de New York.

Dans l'acte d’accusation du district nord de l'Illinois rendu public en 2009, le fils de Zambada, Vicente Zambada Niebla, a également été inculpé. 

### Arrestation
Le 25 juillet 2024, il est arrêté à El Paso, Texas (États-Unis) avec le fils de Joaquín Guzmán dit "El Chapo", Joaquín Guzmán López, pour leur rôle présumé dans le trafic de fentanyl ainsi que dans sa fabrication. Il est arrêté par la Drug Enforcement Administration dans un aéroport privé d'El Paso,.
Présenté le 31 juillet 2024 devant le tribunal fédéral du Texas, il a plaidé non coupable, mais a été maintenu en détention,.